# Janusz Zimniak
Janusz Edmund Zimniak (6. září 1933 Tychy, Polsko – 24. května 2024) byl polský římskokatolický duchovní, v letech 1980–1992 pomocný biskup katovický a v letech 1992–2010 pomocný biskup bílsko-żywiecký, od roku 2010 emeritní biskup. Věnoval se především katechezi.
Janusz Zimniak vyrůstal od roku 1935 v Mysłowicích. V letech 1951–1956 navštěvoval Slezský duchovní seminář v Krakově a 9. září 1956 byl vysvěcen na kněze. V následujících deseti letech působil ve farní správě v katovické diecézi, pak byl povolán do funkce vizitátora výuky náboženství a též pověřen diecézní pastorací městské mládeže. V letech 1969–1972 absolvoval specializační studium na Mezinárodním ústavu pro katechezi a pastoraci „Lumen vitæ“ v Bruselu, přičleněním ke Katolické univerzitě v Lovani. Získal licenciát teologie za práci Katecheze a jazyk.
V následující duchovní činnosti se zaměřil zejména na problematiku katecheze. Vedle pokračování ve své funkci vizitátora výuky náboženství vyučoval katechezi, pedagogiku a vývojovou psychologii na Vyšším slezském duchovním semináři v Krakově a v katechetických kursech v Katovicích, vedl rovněž další kursy a rekolekce. Od roku 1974 byl konzultantem v otázkách katecheze pro diecézní časopis Gość Niedzelny. Byl rovněž tajemníkem I. synodu katovické diecéze roku 1972 a podílel se na přípravě synodu Krakovské církevní provincie roku 1975. V letech 1977–1979 absolvoval doktorské studiu na ústavu pastorace Katolické univerzitě v Lublinu. Po návratu se stal vicerektorem Slezského duchovního semináře v Krakově.
Dne 2. září 1980 jej papež Jan Pavel II. jmenoval pomocným biskupem katovické diecéze a titulárním biskupem z Polignana (Polinianum, Polinianensis). Svěcení přijal 4. listopadu téhož roku z rukou biskupa Herberta Bednorze. Jako biskupské heslo si zvolil Evangelizari et evangelizare (Být evangelizován a evangelizovat). I jako biskup se věnoval svým dosavadním aktivitám.
Dne 25. března 1992 jej Jan Pavel II. jmenoval pomocným biskupem nově zřízené diecéze bílsko-żywiecké. Podílel se na vytváření jejích institucí, zejména vzdělávacích. Po dosažení kanonického věku požádal papeže Benedikta XVI. o uvolnění z aktivní služby, čemuž papež 16. ledna 2010 vyhověl. Od té doby je Janusz Zimniak emeritním biskupem.
Biskup Zimniak byl mj. držitelem medaile Komise lidové výchovy (Komisja Edukacji Narodowej) za pedagogické zásluhy.